# Chrístos Kéllas
Chrístos Kéllas (en grec Χρήστος Κέλλας), né en 1958 à Kardítsa en Grèce, est un homme politique grec.

## Biographie
Aux élections législatives grecques de janvier 2015, il est élu député au Parlement grec sur la liste de la Nouvelle Démocratie dans la circonscription de Larissa.